# Магнезия (спорт)
Спортивная магнезия (далее — магнезия) — белый порошок или раствор, представляющий собой  соль магния и предназначенный для подсушивания рук и, как следствие, увеличения надёжности хвата (например, в скалолазании) или сцепления с поверхностью (обувь для сцены, например, во время танцев).

## Химический состав магнезии
Спортивная магнезия по химическому составу очень сходна с белой магнезией — основным карбонатом магния, химическая формула которого — mMgCO3*Mg(OH)2*nH2O.
Химическая формула спортивной магнезии — 4MgCO3*Mg(OH)2*4H2O

## Свойства магнезии
Как большинство порошков, магнезия хорошо впитывает влагу. В отличие от мела, который также обладает неплохим гигроскопическим эффектом, магнезия хорошо впитывает (связывает) и кожный жир (речь идёт о двух разных веществах — карбонате магния и оксиде магния) и поэтому существенно увеличивает трение между руками (пальцами) спортсмена и снарядом.  Существует много рецептов удаления жирных пятен с меха, тканей, шерсти, бумаги с помощью раствора жжёной магнезии и бензина. Данный раствор наносится на пятно, после высыхания бензина порошок просто стряхивается, не оставляя разводов.

## Жидкая магнезия
Жидкая магнезия представляет собой раствор, которым спортсмены смазывали ладони или полностью кисти. Через несколько минут раствор полностью высыхает, а руки спортсмена остаются покрытыми магнезией.

### Преимущества
- Раствор забивает поры рук,

и жидкой магнезии хватает на более продолжительное время по сравнению с порошковой магнезией.
- Жидкая магнезия не распыляется вокруг спортсмена как порошковая. В спортивных залах при замене порошковой магнезии на жидкую, всегда чисто и нет пыли. Это очень актуально для тех залов, где запрещено использование порошковой магнезии. Использование жидкой магнезии на природе демонстрирует бережное отношение к окружающей среде.

### Недостатки
- Необходимо ждать несколько минут, чтобы раствор полностью высох. В скалолазании это означает исключение использования жидкой магнезии по ходу прохождения длинных маршрутов.

## Использование магнезии в различных видах спорта
Магнезия используется в таких видах спорта, как скалолазание, лёгкая атлетика, спортивная гимнастика, тяжёлая атлетика, спортивная акробатика, пауэрлифтинг, гиревой спорт, в традиционной Бурятской игре hээр шалгаан «разбивание хребтовой кости- коров , быков , верблюдов ,КРС»Pole Sport и так далее.

### Магнезия в скалолазании
В скалолазании магнезия находится у спортсмена в специальном мешке для магнезии, который держится на поясе и располагается за спиной.
В лазании на трудность мешок для магнезии является практически необходимым элементом снаряжения, поскольку по ходу прохождения трассы для улучшения трения необходимо периодически наносить магнезию на ладони и пальцы рук.
При лазании боулдеринга ввиду относительно коротких трасс скалолазы часто оставляют мешок с магнезией под трассой, нанеся магнезию на руки перед лазанием. Это снижает массу спортсмена со снаряжением, но исключает использование магнезии на трассе, если всё-таки она ему понадобится.
В лазании на скорость же вообще лазание с мешком для магнезии встречается редко, так как её использования на трассе нерационально по времени.
Жидкую магнезию можно использовать во всех видах скалолазания, но в лазании на трудность её вряд ли хватает до конца трассы, поэтому скалолазы, использующие жидкую магнезию, при лазании на трудность комбинируют использование жидкой и порошковой магнезии: за несколько минут до старта наносят жидкую магнезию, а по ходу прохождения трассы пользуются порошковой. В лазании на скорость и в боулдеринге можно использовать только жидкую магнезию, но при этом подходе необходимо будет регулярно ожидать высыхания рук.

### Магнезия в тяжёлой атлетике и пауэрлифтинге
Улучшает сцепление рук с грифом штанги/гантели.

## Заменители магнезии
Некоторые люди из-за незнания химических свойств магнезии и перечисленных ниже порошков путают её с такими порошками как тальк, мел. Тальк создаёт обратный эффект, он уменьшает трение. Мел же подсушивает руки, но не увеличивает трение и поэтому не нашёл применения в скалолазании.

## Производство магнезии
Основные страны-производители спортивной магнезии — Италия, Швейцария, Чехия, США. 

## Продажа магнезии
Жидкая магнезия выпускается в бутылках, порошковая магнезия выпускается в виде порошка в полиэтиленовых мешках, пластиковых банках, картонных банках-тубусах, либо выпускается в прессованном виде в брикетах. Также порошковая магнезия может использоваться в шариках из тонкой ткани. Сжимая шарик в кисти, спортсмен наносит магнезию на ладони. В скалолазании эти шарики кладутся прямо в мешок для магнезии, и спортсмен попеременно сжимает шарик, опуская кисти рук прямо в мешок для магнезии. Преимущество шариков в том, что форма шара позволяет обработать всю ладонь, а также в уменьшении расхода магнезии. В скалолазании же шарики иногда бывают неудобны из-за необходимости затрачивать дополнительное время на сжимание шарика в кисти.

## Вред магнезии
Основной вред магнезии в том, что она пересушивает кожу. Дерматологи рекомендуют после применения магнезии тщательно отмывать руки, после чего смазывать их кремом. Зафиксированы аллергические реакции на магнезию.
Большой вред лёгким человека доставляет вдыхание порошкообразной магнезии, особенно при использовании её в больших количествах в маленьких закрытых помещениях и скалодромах, когда образуется настоящий «туман» из магнезии. В дополнение необходимо учесть, что магнезия представляет собой сильнейший аллерген. Выход из этой ситуации может заключаться в том, чтобы в залах и скалодромах, где нет приточно-вытяжной вентиляции, использовать жидкую магнезию или, в крайнем случае, магнезию в шариках.